# U-Bahnhof Reinoldikirche
Der U-Bahnhof Reinoldikirche, offiziell als Reinoldikirche (Konzerthaus) bezeichnet, ist eine unterirdische Stadtbahnstation der Stadtbahn Dortmund in der Innenstadt von Dortmund. Sie ist eine von drei Kreuzungsstationen des Stadtbahnsystems, an der sich die Stammstrecken II und III kreuzen. Die beiden anderen Kreuzungsstationen sind Kampstraße und Stadtgarten. Sein 49 Meter hoher, weithin sichtbarer Pylon gilt in Dortmund als ein Wahrzeichen.

## Lage
Der Bahnhof befindet sich am Willy-Brandt-Platz, wenige Meter nordöstlich der namensgebenden Reinoldikirche. Von hier aus sind auch die Fußgängerzone mit Ostenhellweg, Westenhellweg und Kleppingstraße, der Brüderweg, sowie die Straße Kuckelke zu erreichen. Unweit des U-Bahnhofes befindet sich zudem der Platz von Leeds mit der von hier ausgehenden Brückstraße.

## Architektur
Vom Willy-Brandt-Platz und der Kuckelke führen zwei Treppenabgänge in die Verteilerebene. Unter dem von Stefan Polónyi entworfenen Reinoldipylon, an dem ein gläsernes Zeltdach angebracht ist, das als Wetterschutz der ehemaligen Straßenbahnhaltestelle diente, befindet sich der Hauptzugang. Die ehemalige Straßenbahnhaltestelle war als Mittelbahnsteig mit Zugang zur U-Bahn-Station konzipiert, weshalb ihre Gleise auf der Nord- und Südseite vorbeiführen. Neben zwei Aufzügen, die bis zur untersten Bahnsteigebene reichen, führt eine Wendeltreppe bis zum Bahnsteig der Ost-West-Linie hinab.
In der Verteilerebene befinden sich neben Informationstafeln und Fahrkartenautomaten kleine Geschäfte. Bis Oktober 2013 gab es auch ein Kundencenter der DSW21. Über weitere Treppenabgänge gelangt man direkt auf alle darunterliegenden Bahnsteige.
Auf der Nächsten Ebene befindet sich der Mittelbahnsteig der erst seit April 2008 in Betrieb befindlichen Ost-West-Linie. Bis zu zwei Stadtbahnwagen N oder Bombardier Flexity Classic je Fahrtrichtung können hier halten. In der Ebene darunter befinden sich die Seitenbahnsteige der Linien U42 und U46. Hier finden bis zu drei Fahrzeuge Stadtbahnwagen Typ B je Bahnsteig Platz.

## Geschichte
Die Station Reinoldikirche wurde mit Inbetriebnahme der Stammstrecke II am 26. September 1992 eröffnet, die U42 bediente nun die Strecke Stadtgarten – Grevel. Da die U42 (und später U46) auf der unteren Ebene des Bahnhofs halten, war die obere Ebene der Stammstrecke III bis zu deren Eröffnung am 27. April 2008 ein frei zugänglicher Geisterbahnhof.

## Philatelistisches
Im Rahmen der Serie „U-Bahn-Stationen“ erschien am 6. April 2023 eine Sonderbriefmarke mit dem Nennwert 70 Eurocent der Deutschen Post. Sie zeigt einen Blick in die nach unten führende Wendeltreppe der U-Bahn-Station. Die Gestaltung der Marke und des Ersttagsstempels stammt wie auch die übrigen Marken dieser Serie von der Grafikerin und Designerin Jennifer Dengler vom Grafik-Team der Deutsche-Post Zentrale Bonn.

## Layout
| G                   | Straße               | Ein-/Ausgang                                                                                          |
| V                   | Verteilergeschoss    | Ticketautomaten                                                                                       |
| B1 Stammstrecke III | Züge Richtung Westen | ← U 43 Richtung Dorstfeld Betriebshof ← U 44 Richtung Marten, Walbertstr. (Kampstraße)                |
| B1 Stammstrecke III | Mittelbahnsteig      | |
| B1 Stammstrecke III | Züge Richtung Osten  | → U 43 Richtung Wickede Bf. (Ostentor) → → U 44 Richtung Westfalenhütte (Geschwister-Scholl-Straße) → |
| B2 Stammstrecke II  | Seitenbahnsteig      | Seitenbahnsteig                                                                                       |
| B2 Stammstrecke II  | Züge Richtung Süden  | ← U 42 Richtung Hombruch, Grotenbachstraße ← U 46 Richtung Westfalenhallen (Stadtgarten)              |
| B2 Stammstrecke II  | Züge Richtung Norden | → U 42 Richtung Grevel → U 46 Richtung Brunnenstraße (Brügmannplatz) →                                |
| B2 Stammstrecke II  | Seitenbahnsteig      | |

## Bedienung
Der U-Bahnhof wird von insgesamt vier Linien der Stadtbahn Dortmund bedient, außerdem halten auch mehrere Buslinien. Die Linien U42 und U46 verkehren in Nord-Süd-Richtung und die Linien U43 und U44 bedienen ihn in Ost-West-Richtung. An den benachbarten U-Bahnhöfen Stadtgarten (U42, U46) und Kampstraße besteht Anschluss zu den Stadtbahnlinien U41, U45, U47 und U49 in Richtung Hauptbahnhof.
| Linie | Verlauf | Takt                                                       |
| ----- | --- | ---------------------------------------------------------- |
|       | DO-Grevel – Droote – Scharnhorst Zentrum – Flughafenstraße – Gleiwitzstraße – Kirchderne – Franz-Zimmer-Siedlung – Schulte Rödding – Bauernkamp – An den Teichen – Burgholz – Eisenstraße – Glückaufstraße – U Brunnenstraße – U Brügmannplatz – U Reinoldikirche – U Stadtgarten – U Städtische Kliniken – U DO-Möllerbrücke – U Kreuzstraße – Theodor-Fliedner-Heim – An der Palmweide – Am Beilstück – Barop Parkhaus – Eierkampstraße – Harkortstraße – Hombruch Hallenbad – Dortmund, Grotenbachstraße Diese Linie verkehrt auf der Stammstrecke II                                                                                 | 10 min                                                     |
|       | DO-Dorstfeld Betriebshof1 – Wittener Straße – Ottostraße – Ofenstraße – Heinrichstraße – U Unionstraße – U Westentor2 – U Kampstraße – U Reinoldikirche – U Ostentor – Lippestraße – Funkenburg – Von-der-Tann-Straße – Berliner Straße – Am Zehnthof – Juchostraße – Rüschebrinkstraße – Pothecke – Knappschaftskrankenhaus – Oberdorfstraße – Brackel Kirche – Brackel Verwaltungsstelle – In den Börten3 – Döringhoff – Businkstraße – Asseln, Aplerbecker Straße – Am Hagedorn – Ruckebierstraße – Zugstraße – Eichwaldstraße – Bockumweg4 – Wickede Post5 – Dollersweg – DO-Wickede 6 Diese Linie verkehrt auf der Stammstrecke III | 10 min (1–2, 3–4) 3/7 bzw. 4/6 min (2–3) 20 min (4–5, 4–6) |
|       | Dortmund, Walbertstraße/Schulmuseum – DO-Marten Süd – Auf dem Brümmer – Poth – Dorstfeld Betriebshof – Wittener Straße – Ottostraße – Ofenstraße – Heinrichstraße – U Unionstraße – U Westentor2 – U Kampstraße – U Reinoldikirche – Geschwister-Scholl-Straße – Enscheder Straße – Borsigplatz – Vincenzheim – Dortmund, Westfalenhütte Diese Linie verkehrt auf der Stammstrecke III | 10 min                                                     |
|       | U Dortmund, Brunnenstraße – U Brügmannplatz – U Reinoldikirche – U Stadtgarten – U Saarlandstraße – U Polizeipräsidium – U Dortmund, Westfalenhallen Diese Linie verkehrt auf der Stammstrecke II. Bei Veranstaltungen wird diese Linie ab dem/bis zum Haltepunkt Brügmannplatz eingesetzt; ab Westfalenhallen fahren die Züge weiter auf der Linie U45 in Richtung Fredenbaum. | 10 min                                                     |
| 460   | Kirchlinde Zentrum – Marten Bf – Huckarder Str. / Hafen – Hauptbahnhof Süd – Reinoldikirche | 20 min                                                     |
| NE    | Ausgang des Dortmunder NachtExpressnetzes | Sternabfahrten um :15 und :45                              |
| S30   | Dortmund Hauptbahnhof – Reinoldikirche – Weddinghofen – Bergkamen, Busbahnhof | 30 min                                                     |
| N10   | Reinoldikirche – Gahmen – Lünen – Nordlünen – Wethmar – Lünen – Gahmen – Reinoldikirche | Sa., So. 3- bis 4-mal nachts                               |

## Galerie

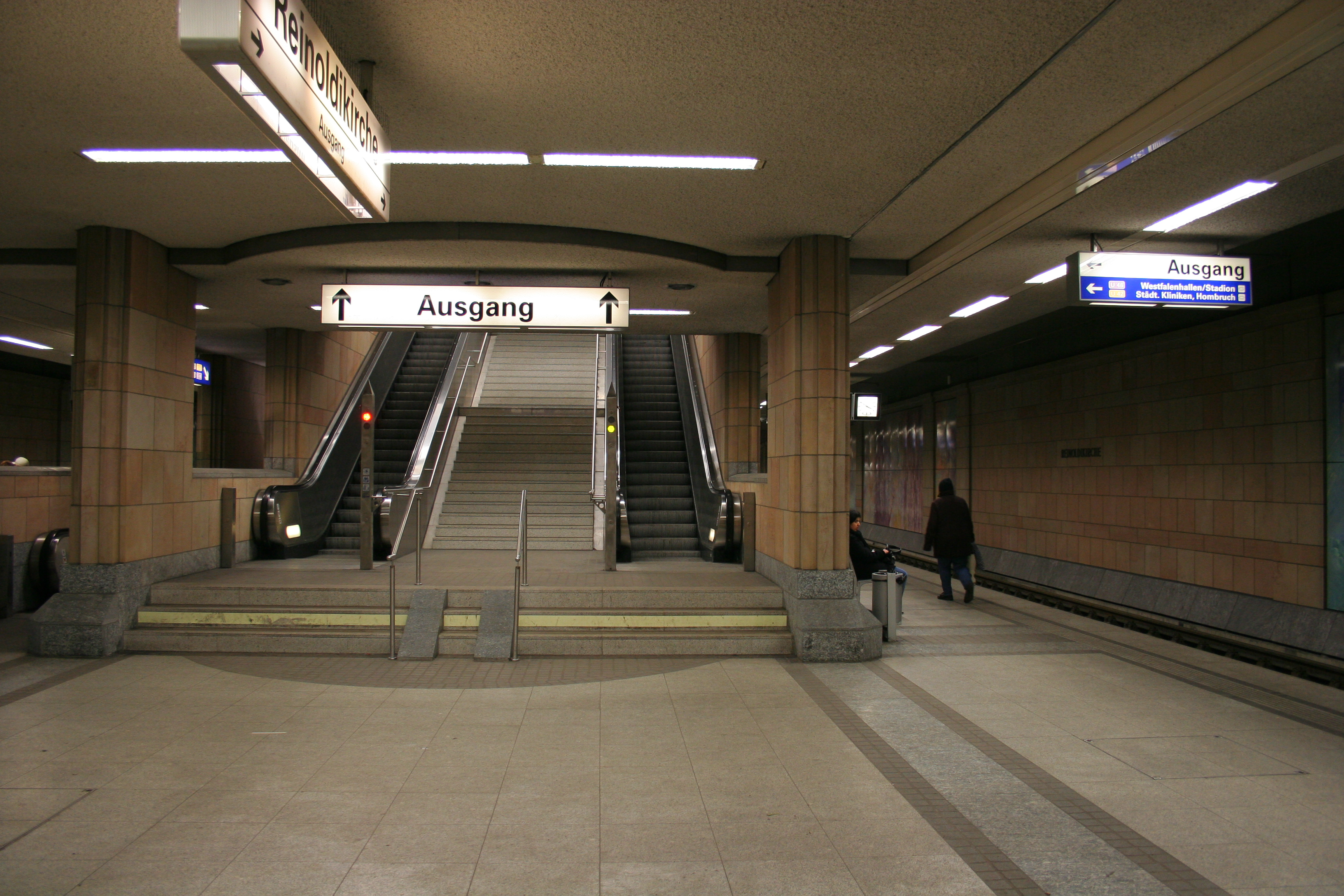
Obere Ebene (U43, U44)
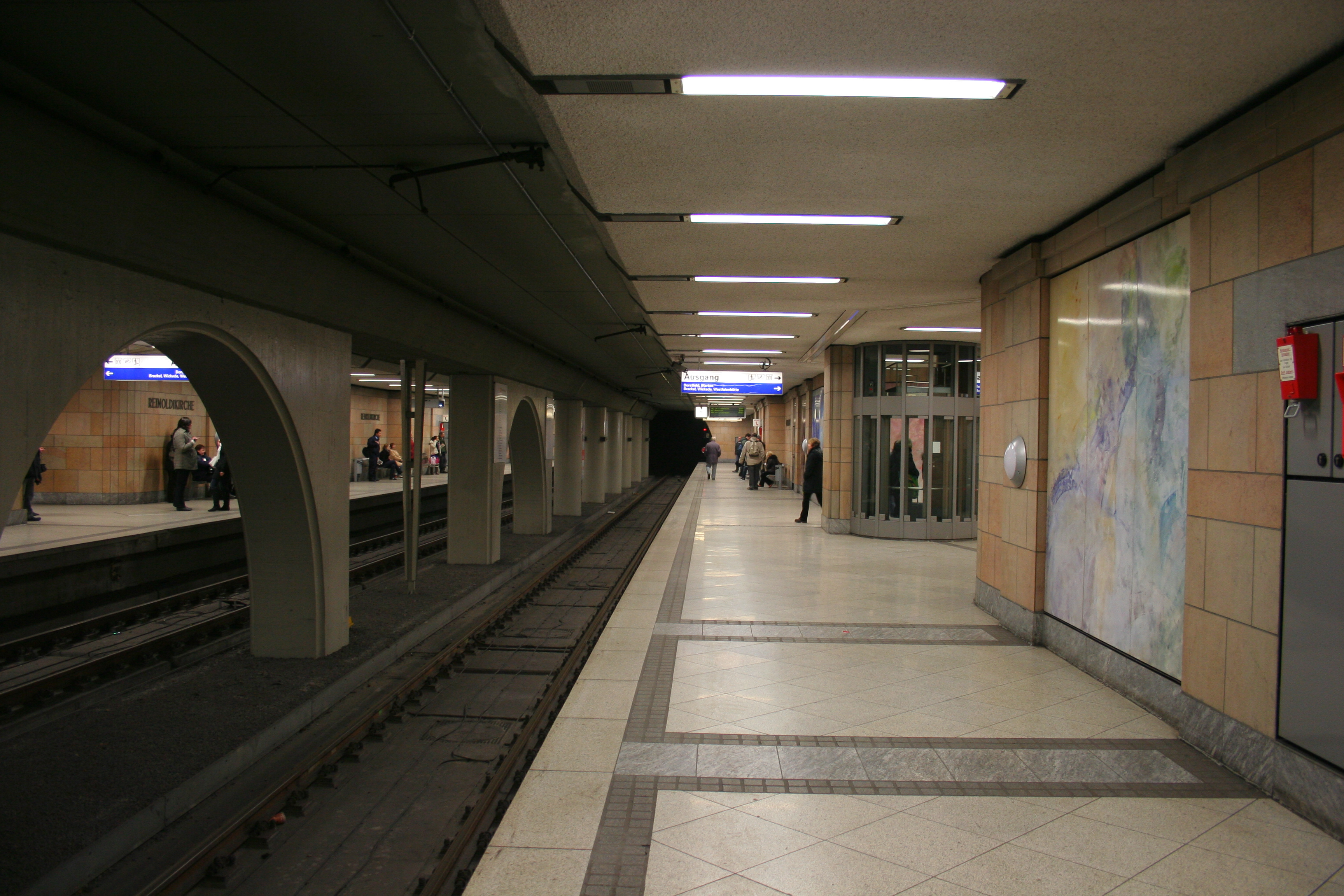
Untere Ebene (U42, U46)
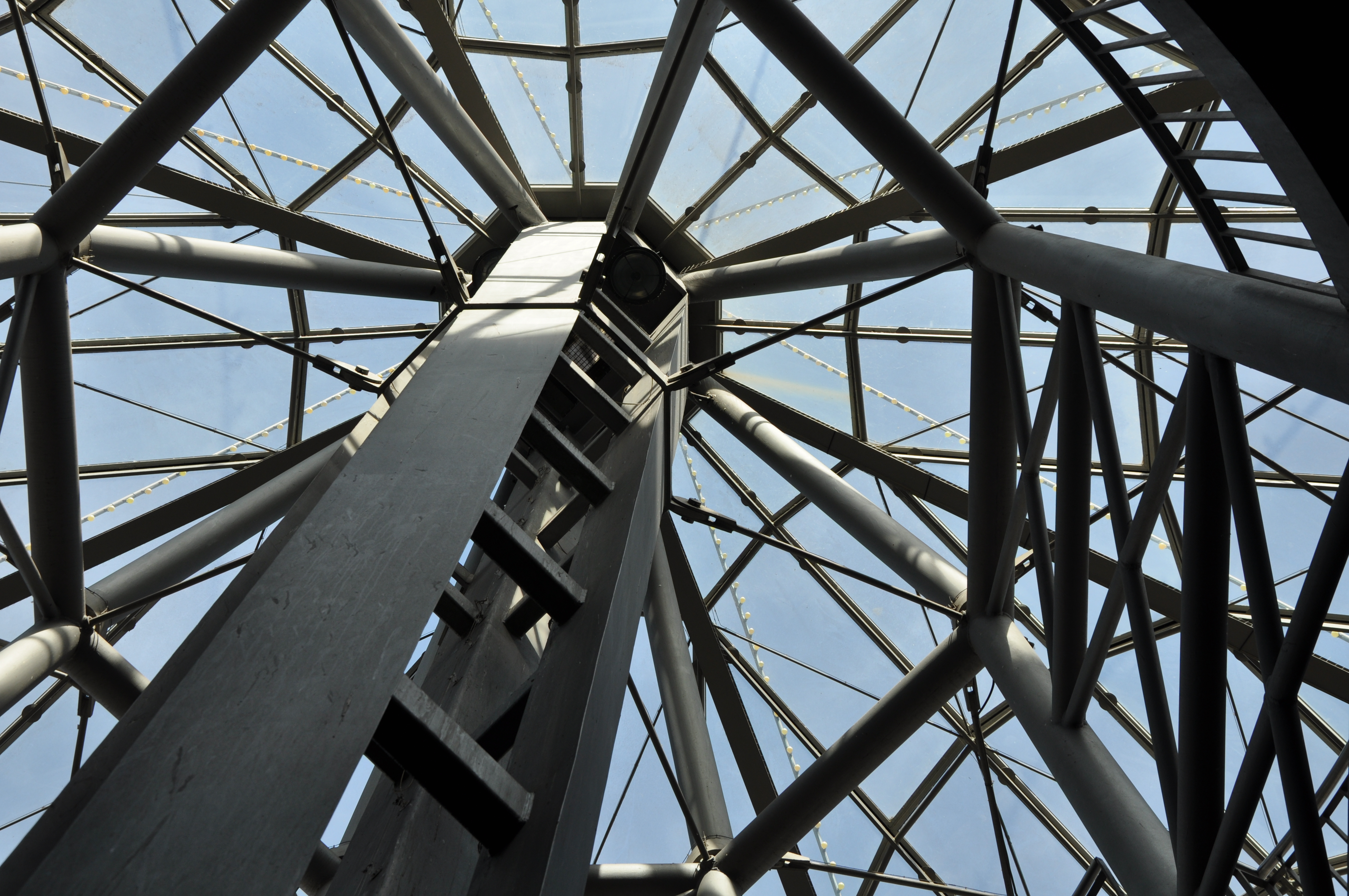
Blick auf den Reinoldipylon aus dem Inneren der Station
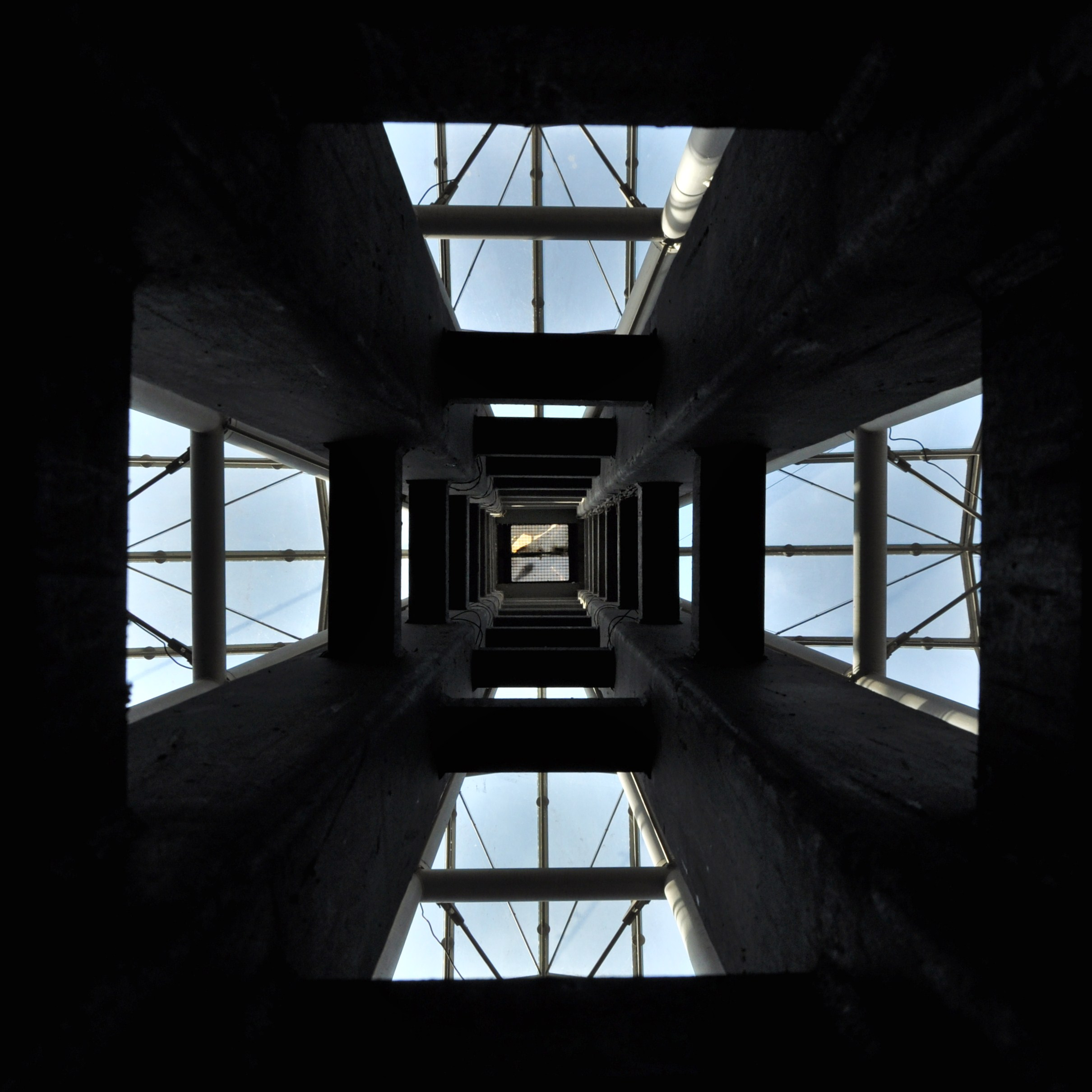
Pylon von unten aus gesehen